# Fujifilm FinePix S6500 FD
FinePix S6500fd — псевдозеркальный цифровой фотоаппарат фирмы Fujifilm, анонсированный 13 июля 2006 года. В некоторых странах, в частности США, выпускается с модельным номером FinePix S6000fd. Предназначен для использования как начинающими, так и опытными фотографами-любителями.

## Описание
Фотоаппарат имеет матрицу шестого поколения Super CCD HR с разрешением 6,3 млн пикселей и чувствительностью в диапазоне ISO 100—3200, процессор, построенный на основе технологии Real Photo Technology II, и несъёмный 10,7-кратный (ЭФР 28—300 мм) зум-объектив Fujinon. Фотокамера обладает функцией Face Detection, позволяющей распознавать лица людей в кадре для автоматической фокусировки на них, а также предоставляет возможность снимать VGA видео с одновременной записью аудио.

## Комплект поставки
Фотоаппарат имеет следующие принадлежности, поставляемые в комплекте:
- щелочные батареи размера AA (4 шт.);
- ремень (1 шт.);
- крышка объектива (1 шт.);
- держатель крышки объектива (1 шт.);
- бленда объектива (1 шт.);
- A/V-кабель (1 шт.);
- CD-диск с фирменным программным обеспечением (1 шт.);
- инструкция по эксплуатации (1 шт.).

## Дополнительные принадлежности
Фирменными принадлежностями, приобретаемыми дополнительно к фотокамере являются:
- карта памяти xD-Picture Card DPC;
- сетевой блок питания AC-5VX;
- защитный чехол SC-FXS9;
- широкоугольный конвертер WL-FXS6;
- считывающее устройство карт памяти DPC-R1;
- переходник на PC-карту DPC-AD;
- адаптер для карты памяти CompactFlash DPC-CF;
- аккумуляторы 2HR-3UF.